# Chłusawa (sielsowiet Piszczaława)
Chłusawa (biał. Хлусава; ros. Хлусово, Chłusowo) – wieś na Białorusi, w obwodzie witebskim, w rejonie orszańskim, w sielsowiecie Piszczaława, przy linii kolejowej Witebsk – Orsza.